# Spinhuis

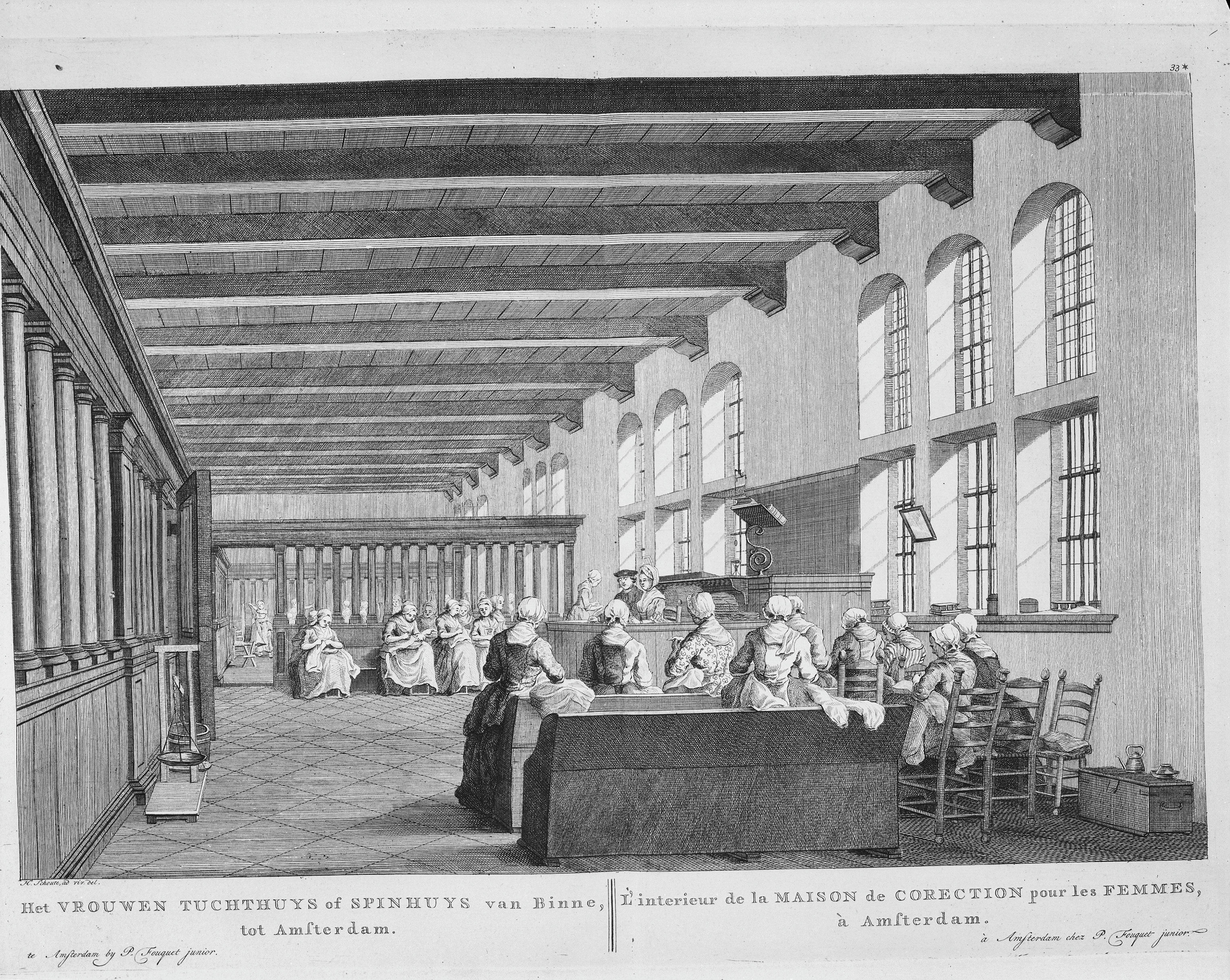
Spinhuis d'Amsterdam, dessin de 1783.

Le Spinhuis (maison où l'on file) était une institution de correction et de travail fondée à Amsterdam en 1596. Elle était destinée aux femmes marginales, prostituées ou pauvres. Les pensionnaires étaient astreintes à un travail de filage et s'exposaient à des châtiments corporels en cas de refus. Le Spinhuis, qui possédait un équivalent masculin, le Rasphuis, peut être situé dans le contexte de la politique du « grand renfermement » décrite par Michel Foucault.